# Nicholas Nickleby (película de 2002)
Nicholas Nickleby es una película cómica-dramática estadounidense-británica de 2002 escrita y dirigida por Douglas McGrath. El guion se basa en The Life and Adventures of Nicholas Nickleby por Charles Dickens, que fue publicado por entregas entre marzo de 1838 y septiembre de 1839.

## Trama
En un prólogo se introduce a los Nicklebys, quienes disfrutan de una cómoda vida en la campiña de Devon, Inglaterra, hasta que el padre muere y deja a la familia sin fuente de ingresos. El chico, de diecinueve años de edad, Nicholas, su madre y su hermana menor, Kate, se van a Londres para buscar ayuda de los ricos, el tío de corazón frío Ralph, un inversor, se encarga de que Nicholas sea contratado como tutor en Dotheboys Hall en Yorkshire y también le encuentra un trabajo a Kate como costurera. 
Nicholas queda horrorizado al descubrir que sus empleadores, los sádicos Sr. y Sra. Squeers, hacen de su colegio como si se tratara de una cárcel y abusan física, verbal y emocionalmente a los jóvenes con frecuencia. Finalmente él se rebela y escapa, llevando consigo a Smike, un joven de casi su edad que no tiene familia y ha estado en ese internado desde que tiene memoria, así que no conoce nada más que la violencia de los Squeers y el trabajo forzado. En su viaje a Londres, se topan con una compañía teatral operada y de propiedad del Sr. y Sra. Crummles. Los eligen en una producción de Romeo y Julieta, pero a pesar de una noche exitosa y la invitación de la pareja para quedarse, Nicholas está determinado a continuar su viaje a Londres para saber cómo les va a su madre y a su hermana. 
Nicholas se reúne con su familia, que le dan la bienvenida a Smike como uno de los suyos, y encuentra un trabajo con los hermanos Cheeryble, haciéndose amigo de Madeline Bray, una artista quien se tiene como su único sostén y su padre tiránico, quien jugó su fortuna y la de su difunta esposa. Nicholas descubre que su hermana ha sido objeto de humillación sexual por el lascivo Sir Mulberry Hawk, un cliente de su tío, que ha alentado el hombre para seducir a su sobrina con la esperanza que ella sucumba y que crezca la relación de negocios de Hawk con él. La determinación de Nicholas para defender el honor de su hermana lleva a su tío a votar que destruirá al joven. 
Lo que sigue es una serie de aventuras en las que Nicholas trata de sobrevivir a los planes malvados de su tío, incluyendo un intento de regresar Smike a Squeers y un esfuerzo en abortar la relación creciente de Nicholas con Madeline en prometerle a su padre que él excusará sus deudas si la chica se casa con Hawk. 
Los planes de Ralph con Madeline se ven frustrados cuando su padre muere inesperadamente. Desafortunadamente, Smike enferma y pronto muere. Poco después, un secreto siniestro que Ralph ha albergado sale a la superficie, y se revela que Smike es hijo de Ralph, quien él había dado por muerto. Dándose cuenta de que su hijo había muerto, y que era el mejor amigo de su enemigo más odiado, Ralph se ahorca. Nicholas se casa con Madeline.

## Elenco
- Charlie Hunnam ..... Nicholas Nickleby
- Jamie Bell ..... Smike
- Christopher Plummer ..... Ralph Nickleby
- Anne Hathaway ..... Madeline Bray
- Tom Courtenay ..... Newman Noggs
- Jim Broadbent ..... Wackford Squeers
- Juliet Stevenson ..... Mrs. Squeers
- Romola Garai ..... Kate Nickleby
- Stella Gonet ..... Mrs. Nickleby
- Heather Goldenhersh ..... Fanny Squeers
- Nathan Lane ..... Vincent Crummles
- Barry Humphries ..... Mrs. Crummles
- Alan Cumming ..... Mr. Folair
- Timothy Spall ..... Charles Cheeryble
- Gerard Horan .....  Ned Cheeryble
- William Ash ..... Frank Cheeryble
- Edward Fox ..... Sir Mulberry Hawk
- David Bradley ..... Mr. Nigel Bray
- Phil Davis ..... Brooker
- Tom Ellis ..... John Browdie
- Nicholas Rowe ..... Lord Verisopht
- Sophie Thompson ..... Miss Lacreevy
- Andrew Havill ..... Mr. Nickleby
- Angus Wright ..... Mr. Pluck

## Diferencias principales de la novela
El guionista y director Douglas McGrath se mantuvo fiel en general a la obra, pero al adaptar una novela de 800 páginas a una película de dos horas muchos de los detalles se pierden necesariamente. Los cambios importantes incluyen:
- Los personajes de los Mantolinis, Knag, la familia Kenwigs, Arthur Gride, Sr. Gregsbury, Snawley, Pyke, Pluck, los Wittiterlys, Snevelicci, Petowker, Peg Sliderscew y Tim Linkenwater son eliminados.
- Los personajes de la Sra. Nickleby, LaCreevey, Sr. Lenville y Tilda Price tienen su importancia muy reducida.
- Sir Mulberry Hawke se convierte en una combinación de Hawke en la novela y Arthur Gride. Su duelo con el Señor Verisopht es eliminado.
- En la novela, Nicholas no tiene participación en el rescate de Smike cuando Squeers lo secuestra, que se llevó a cabo en su totalidad por John y Tilda Browdie.
- Madeline es presentada anteriormente en la película de lo que está en la novela, y la participación de toda la subtrama incluyendo su abuelo se elimina.
- La muerte de Smike toma lugar en la boda abortada de Madeline, no antes como en la película.
- El orden de los acontecimientos después del escape de Nicholas de Dotheboys Hall es simplificado: en la novela, Nicholas va desde Yorkshire a Londres, donde es denunciado por Ralph y obligado a irse bajo la amenaza de Kate y Sr. Nickleby. Luego, él viaja a Portsmouth, donde él se encuentra con los Crummles. En la película, Nicholas va directamente desde Yorkshire a conocer a Crummles, aquí en Liverpool en lugar de Portsmouth.
- Noggs ofrece ayuda verbalmente a Nicholas antes de que se vaya con Squeers. En la novela, su discurso es entregado por escrito,
- El arresto de Squeers y la disolución de Dotheboys Hall es eliminada.
- Nicholas pasa mucho menos tiempo con los Crummles de lo que pasa en la novela.
- La especialidad del Sr. Folair de las aventuras altiplanas es brevemente tocada en la novela.

## Taquilla
La película recaudó $1,587,173 en los Estados Unidos y $2,064,289 en mercados extranjeros para una taquilla total de $3,651,462.